# Serge von Bubnoff
Serge von Bubnoff (ur. 15 lipca 1888 w Petersburgu, zm. 15 listopada 1957 w Berlinie) – niemiecki geolog rosyjskiego pochodzenia.

## Życiorys
Był Niemcem bałtyckim, w 1906 przeniósł się wraz z rodziną do Heidelbergu. Z powodu wrodzonej wady słuchu został zwolniony z obowiązku służby wojskowej. Studiował geologię na Uniwersytecie we Fryburgu, na którym w 1912 obronił pracę i od 1912 pracował, a w 1914 przeniósł się na Uniwersytet w Heidelbergu, w 1921 habilitował się na Uniwersytecie we Wrocławiu. W 1929 został profesorem Uniwersytetu w Greifswaldzie, a w 1950 w Berlinie, 1950-1957 był dyrektorem Instytutu Geotektonicznego w Berlinie; ponadto był profesorem i dyrektorem Instytutu Geologicznego i Paleontologicznego Uniwersytetu Berlińskiego. Zajmował się geologią regionalną i tektoniką, podał klasyfikację ruchów tektonicznych. W latach 1926–1936 opublikował w dwóch tomach pracę Geologie von Europa.